# Polaris (Blue Encount)
Polaris (ポラリス?, Porarisu) è un singolo della band giapponese Blue Encount uscito il 20 novembre 2019. Il brano è stato scelto come sigla d'apertura della quarta stagione della serie animata My Hero Academia.

## Video
Il video musicale si apre con un primo piano del cantante Tanabe che canta su una scogliera. Vi è un intermezzo del gruppo che suona vicino a una parete rocciosa; gli altri componenti della band (in ordine Tsujimura, Eguchi e Takamura) si alternano poi ad osservare l'oceano dalla scogliera. Dopodiché, durante la prima strofa la band continua a suonare. Al ritornello cambia la scenografia: gli artisti si trovano su diverse scogliere e si alternano inquadrature con stili "disegnati" e giochi di colore.
Nella seconda strofa, Tanabe canta sdraiato su un prato. Dopo, così come in precedenza, la scena cambia parzialmente poiché la band si adagia dapprima in un'altra zona erbosa, e poi in una rocciosa a ridosso del mare. Anche nel secondo ritornello vi sono i medesimi effetti grafici del primo. Il resto del video consta delle medesime scene viste in precedenza alternate tra di loro.

## Successo commerciale
Polaris debutta nella classifica Oricon il 2 dicembre 2019 in ventiseiesima posizione; resta in classifica per nove settimane. Inoltre, è uno dei pochi singoli della band che si classifica anche nella Billboard Japan Hot 100 ottenendo il ventiquattresimo posto, ma soltanto per una settimana.

## Accoglienza
Le recensioni sono generalmente positive: si loda parecchio l'energia che trasmette il brano, specialmente nel suo impiego come sigla d'apertura di My Hero Academia. In particolare, il sito giapponese Skream! ritiene che

Inoltre, a favore si esprime anche la testata nerd americana IGN:

## Classifiche
| Classifiche (2019) | Classifiche (2019)      | Posizione |
| ------------------ | ----------------------- | --------- |
| JPN                | Oricon                  | 26        |
| JPN                | Billboard Japan Hot 100 | 24        |